# Willy Puchner
Willy Puchner (Mistelbach, 15 marzo 1952) è un fotografo, artista, disegnatore e autore austriaco.

## Biografia
Willy Puchner è nato nel 1952 a Mistelbach in Bassa Austria figlio di due fotografi. Dal 1967 al 1974 ha frequentato l'Istituto Superiore Tecnico per gli studi grafici, dipartimento di fotografia. In seguito ha insegnato nella stessa scuola per 2 anni. Dal 1978 lavora come fotografo indipendente, disegnatore, artista e autore. Nel 1983 ha ottenuto il Premio Theodor Körner.
Dal 1983 al 1988 ha studiato filosofia, pubblicistica, storia e sociologia. Nel 1988 si è laureato in filosofia sociale con una tesi dal titolo Su fotografie private.
Dal 1988 tiene numerose conferenze sul tema fotografia privata nelle università, nei musei e nelle gallerie.
Dal 1989 collabora regolarmente con la Wiener Zeitung, il quotidiano più vecchio del mondo.
Willy Puchne è diventato famoso per il progetto la nostalgia dei pinguini. Per quattro anni ha viaggiato con i suoi pinguini di poliestre "Joe & Sally" al mare, nel deserto, a New York, Sydney, Pechino e Parigi, a Venezia, Tokio, Honolulu ed a Cairo per fotografarli in questi luoghi. Freddy Langer ha scritto su questo progetto per il giornale Frankfurter Allgemeine Zeitung: Li ha lasciati posare in fronte di monumenti famosi come se fossero turisti e li ha fotografati. Così ha creato l'album di viaggio: La nostalgia dei pinguini (8 marzo 2001).
A Willy Puchner piace molto lavorare con persone anziane – così sono nati i seguenti progetti: Le persone di 90 anni, Dialogo con l'anziano, Le persone di 100 anni, Storia di vita e fotografia e Amore e vecchiaia.

## Esposizioni
- Museum Moderner Kunst, Vienna
- Künstlerhaus, N.Ö. Galerie, Vienna
- Museum des 20. Jahrhundert, Vienna
- Österreichisches Fotomuseum, Bad Ischl
- Steirischer Herbst, Graz
- Berlin, Braunschweig, Bremen, München
- Norfolk, Washington, (USA),
- Bombay (India), Beirut (Libano)
- Tokyo, Osaka, Oita, Nagoya e Sapporo (Giappone)

## Opere
- Bäume, 1980, (con un testo di Henry David Thoreau), ISBN 3-85447-271-4
- Zum Abschied, zur Wiederkehr, 1981 (con un testo di Hermann Hesse), ISBN 3-20601-222-8
- Gestaltung mit Licht, Form und Farbe, 1981, ISBN 3-87467-207-7
- Bilder österreichischer Städte, (con un testo di Harald Sterk), 1982, ISBN 3-21701-262-3
- Strahlender Untergang, (con un testo di Christoph Ransmayr), 1982, ISBN 3-85447-006-1
- Andalusien, (con un testo di Walter Haubrich), 1983, ISBN 3-7658-0420-7
- Bilder österreichischer Landschaft, (con un testo di Harald Sterk), 1983, ISBN 3-21701-189-9
- Die Wolken der Wüste, 1983 (con un testo di Manfred Pichler), ISBN 3-89416-150-7
- Dorf-Bilder, 1983, ISBN 3-21800-387-3
- Zugvögel seit jeher, 1983, (con un testo di Erich Hackl), ISBN 3-21024-848-6
- Das Herz des Himmels, 1985, (con un testo di Erich Hackl]), ISBN 3-21024-813-3
- Die Sehnsucht der Pinguine, 1992, ISBN 3-44617-200-9
- Ich bin ..., 1997, ISBN 3-79182-910-6
- Tagebuch der Natur, 2001, ISBN 3-85326-244-9
- Flughafen. Eine eigene Welt, 2003, ISBN 3-85326-277-5
- Die Sehnsucht der Pinguine, überarbeitete Neuausgabe, 2004, ISBN 3-89405-518-9
- Illustriertes Fernweh. Vom Reisen und nach Hause kommen, 2006. ISBN 3-89405-389-5
- Wien. Vergnügen und Melancholie, 2008, ISBN 3-85033-159-8

## Pubblicazioni in periodici
Extrablatt (Austria), konkret (Germania), Stern (Germania), Geo (Germania), Life (USA), Corriere della Sera (Italia), Marco Polo (Giappone), Universum (Austria), Falter (Austria), Wiener Zeitung (Austria), ecc.